# ام عزیز
ام عزیز (کره‌ای: 디어엠؛ انگلیسی: Dear.M) یک مجموعه تلویزیونی محصول کره جنوبی سال ۲۰۲۲ با بازی پارک هه سو، جه‌هیون، رو جونگ یی، به هیون سونگ، وو دا بی و لی جین هیوک است. این مجموعه از ۲۹ ژوئن تا ۶ ژوئیه ۲۰۲۲ از پلتفرم‌های اوتی‌تی یو نکست در ژاپن و ویکی در مناطق منتخب منتشر شد.

## بازیگران

### اصلی

#### اتاق ۱۰۳ خوابگاه دخترانه
- پارک هه سو در نقش ما جو آه
- رو جونگ یی در نقش سو جی مین

#### اتاق ۲۰۳ خوابگاه پسرانه
- جه‌هیون در نقش چا مین هو
- به هیون سونگ در نقش پارک ها نول
- لی جین هیوک در نقش گیل موک جین